# Winny Chebet
Pour les articles homonymes, voir Chebet.
Winny Chebet (née le 20 décembre 1990) est une athlète kényane, spécialiste du 800 mètres et du 1 500 mètres. 

## Biographie
Elle se classe deuxième des championnats du monde cadets 2005 et deuxième des championnats du monde juniors 2006. 
Elle remporte les championnats d'Afrique de 2018 sur 1 500 mètres. Elle conserve son titre quatre ans plus tard à Saint-Pierre, devançant sa compatriote Purity Chepkirui.

## Palmarès
| Date | Compétition                    | Lieu             | Résultat | Épreuve   | Temps         |
| ---- | ------------------------------ | ---------------- | -------- | --------- | ------------- |
| 2005 | Championnats du monde cadets   | Marrakech        | 2e       | 800 m     | 2 min 08 s 15 |
| 2006 | Championnats du monde juniors  | Pékin            | 2e       | 800 m     | 2 min 04 s 59 |
| 2007 | Championnats du monde cadets   | Ostrava          | finale   | 800 m     | DQ            |
| 2008 | Championnats du monde juniors  | Bydgoszcz        | 5e       | 800 m     | 2 min 04 s 13 |
| 2010 | Championnats d'Afrique         | Nairobi          | 5e       | 800 m     | 2 min 03 s 02 |
| 2010 | Jeux du Commonwealth           | New Delhi        | 7e       | 800 m     | 2 min 11 s 58 |
| 2015 | Jeux africains                 | Brazzaville      | 5e       | 800 m     | 2 min 02 s 67 |
| 2015 | Jeux africains                 | Brazzaville      | 2e       | 4 x 400 m | 3 min 35 s 91 |
| 2017 | Ligue de diamant               | Ligue de diamant | 3e       | 1 500 m   | 4 min 00 s 18 |
| 2018 | Championnats du monde en salle | Birmingham       | 5e       | 1 500 m   | 4 min 12 s 08 |
| 2018 | Championnats d'Afrique         | Asaba            | 1re      | 1 500 m   | 4 min 14 s 02 |
| 2018 | Coupe continentale             | Ostrava          | 1re      | 1 500 m   | 4 min 16 s 01 |
| 2019 | Ligue de diamant               | Ligue de diamant | 6e       | 1 500 m   | 4 min 03 s 11 |
| 2019 | Championnats du monde          | Doha             | 7e       | 1 500 m   | 3 min 58 s 20 |
| 2019 | Jeux mondiaux militaires       | Wuhan            | 1re      | 1 500 m   | 4 min 25 s 22 |
| 2022 | Championnats d'Afrique         | Saint-Pierre     | 1re      | 1 500 m   | 4 min 16 s 10 |
| 2022 | Championnats du monde          | Eugene           | 13e      | 1 500 m   | 4 min 15 s 13 |

## Records
| Épreuve | Performance   | Lieu   | Date           |
| ------- | ------------- | ------ | -------------- |
| 800 m   | 1 min 58 s 13 | Zagreb | 29 août 2017   |
| 1 500 m | 3 min 58 s 20 | Doha   | 5 octobre 2019 |